# Капустин, Николай Гиршевич
Никола́й Ги́ршевич Капу́стин (22 ноября 1937, Горловка, УССР — 2 июля 2020, Москва) — советский и российский композитор, джазовый пианист.

## Биография
Родился 22 ноября 1937 года на Украине в Горловке, в семье Гирша Ефимовича Капустина (1901—?) и Клавдии Николаевны Капустиной (урождённой Козьминой). Отец работал на мясной фабрике, мать была машинисткой. В начале Великой Отечественной войны в возрасте 4-х лет вместе с матерью, десятилетней сестрой Фирой и бабушкой был эвакуирован в Киргизию. В течение следующих двух лет (1941—1943) они жили в городке Токмак. Его отец служил на фронте и был демобилизован летом 1945 года. По возвращении в Горловку в возрасте семи лет начал обучаться игре на фортепиано у скрипача Петра Ивановича Винниченко, который также преподавал уроки скрипки сестре.
Слушая семилетнего Капустина, играющего сонатины Клементи из опуса 36, Винниченко внезапно понял, что ему нужна серьёзная подготовка на фортепиано, так как у ребёнка был огромный потенциал пианиста. Уроки с Винниченко продолжались до 1949 года. В это же время Капустин начал брать уроки фортепиано у Любови Французовой, выпускницы Санкт-Петербургской консерватории, ученицы Самуила Майкапара. В течение следующих трёх лет Любовь Французова работала над подготовкой Капустина к вступительному экзамену в Академическое музыкальное училище при Московской государственной консерватории имени П. И. Чайковского. Капустин хорошо помнил, как приехал в Москву со своим учителем Петром Винниченко: «Дело в том, что мы приехали в Москву с единственной целью — сыграть вступительный экзамен в училище. Это я и сделал».
Капустин был принят в класс Аврелиана Григорьевича Руббаха (1896—1976), который был учеником Феликса Блуменфельда. В 1950-е годы Аврелиан Руббах преподавал в Центральной музыкальной школе при Московской консерватории и одновременно в Академическом музыкальном училище. Вероятно, поэтому, слушая 14-летнего Николая Капустина, он заметил большой талант молодого исполнителя. Капустин говорит, что в то время он не был сильным пианистом, но то, что Руббах видел в нём, — это способность сочинять музыку. Действительно, в самом раннем возрасте Капустин заинтересовался импровизацией и композицией. В 13 лет он сочинил свою первую фортепианную сонату. Аврелиан Руббах был одним из тех, кто поддерживал интерес Николая Капустина к джазу. Капустин упомянул, что четыре года, которые он обучался у Руббаха (1952-1956), были самыми интересными и продуктивными годами его студенческой жизни. Руббах был ключевой фигурой в жизни Капустина. «Он научил меня играть на пианино», — говорил Капустин.
В «постсталинской оттепели» интерес к джазу возрос. В интервью Мартину Андерсону Капустин говорил: «…в начале 50-х годов это было полностью запрещено, и в наших журналах были статьи, в которых говорилось, что это типичная капиталистическая культура, поэтому мы должны её выбросить и забыть».
В годы учёбы в Московском училище Капустин познакомился с Андреем Кончаловским и они стали близкими друзьями. Поскольку условия жизни Капустина в общежитии были очень бедными, отец Кончаловского, Сергей Михалков, пригласил молодого студента Николая Капустина жить в их доме. Так, в 1954 и 1955 годах Капустин жил в доме семьи Михалковых. Это было время, когда Капустин впервые познакомился с джазом и открыл для себя мир джазовой импровизации. «Я жил в их доме несколько лет как приёмный сын. Так мы впервые начали интересоваться джазовой музыкой, слушая по ночам „радиостанцию Голос Америки“» — вспоминает Капустин. Здесь он впервые услышал Луи Армстронга, Гленна Миллера, Бенни Гудмана и Нэта Кинг Коула. Капустин впервые встретился с Олегом Лундстремом именно в этом доме в 1956 году.
В начале 1950-х годов Капустин начал выступать в качестве джазового пианиста. Он организовал джазовый квинтет и начал ежемесячно выступать в московском ресторане «Националь». Американцы посещали этот ресторан и однажды записали выступление квинтета Капустина. В итоге данная запись попала в трансляцию радиостанции «Голос Америки». Так получилось, что имя Николая Капустина впервые громко прозвучало в Соединенных Штатах.
Летом 1956 года Николай Капустин окончил музыкальное училище и поступил в Московскую консерваторию. Капустин был принят в класс легендарного пианиста, преподавателя и композитора Александра Гольденвейзера. Преподаватель описывал Капустину творчество Рахманинова, Метнера, Скрябина и Чайковского, с которым сам Гольденвейзер был знаком лично. Выслушав выступление Капустина на прослушивании, где он играл «Воспоминания Дон Жуана» Листа (одно из самых технически трудных произведений Листа), Гольденвейзер спросил Руббаха: «Где ты нашел такого пианиста?»
Конечно, этот вопрос был риторическим, но было очевидно, что Гольденвейзер был впечатлён уровнем игры учеников Руббаха. В то время, как Аврелиан Руббах оценил начинания Капустина в джазе, Александр Гольденвейзер был связан исключительно с классической музыкой. Капустин упомянул в интервью Яне Тюльковой, что он не уверен, слышал ли Гольденвейзер слово «джаз». Капустин считал, что годы, проведенные им в музыкальном училище, были более продуктивными и интересными. Хотя Капустин упомянул в интервью Мартину Андерсону (англ. Martin Anderson), что было очень интересно говорить с Гольденвейзером, потому что тот рассказывал ему обо всех этих известных композиторах из прошлого. Но тем не менее продолжил: «Но как учитель он ничего не давал, потому что был очень стар — ему был 81 год».
Николай Капустин был одним из последних учеников Гольденвейзера, так как тот скончался в ноябре 1961 года, когда Капустин окончил консерваторию.
Будучи студентом Московского училища и Московской консерватории, Капустин обучался виртуозной игре. Это была его первоначальная цель — стать виртуозным исполнителем. Несомненно, Капустин добился громадных результатов в этом направлении. Окончил Московское училище с Фортепианным концертом № 2 (соч. 16) Прокофьева, одним из самых сложных произведений Прокофьева. Московскую консерваторию окончил с Фортепианным концертом № 2 Бартока, чрезвычайно сложным музыкальным произведением с техническим и ударным звучанием. Эти выступления продемонстрировали способности Капустина, как серьёзного классического пианиста, который мог бы выступать на большой сцене.
Однако с годами Капустину пришлось бороться за выступления перед аудиторией. Позже это подтолкнуло его к отказу от карьеры пианиста-виртуоза. В годы учёбы в консерватории, в конце 1950-х годов, Капустин работал джазовым пианистом, аранжировщиком и композитором.
Одним из важных ориентиров в его композиторской карьере было выступление на VI Всемирном фестивале молодежи и студентов в Москве в июле 1957 года, где он исполнил собственное произведение Концертино для фортепиано с оркестром, Op. 1. Сам фестиваль стал важным событием в истории СССР. Это было время «хрущевской оттепели» — период позитивных изменений в направлении «мирного сотрудничества» с западным миром. Фестиваль открыл двери в другие страны и культуры. Он привлек 34 000 молодых людей из 131 страны и стал международным событием. Несомненно, этот фестиваль оказал большое влияние на молодого Капустина. Концертино для фортепиано с оркестром было написано им специально для фестиваля и исполнено Капустиным с биг-бендом Юрия Саульского. Капустин вспоминает: «Это был мой первый опыт в биг-бенде, и я понял, что это неплохо. Я начал писать для этого оркестра».
Концертино для фортепиано с оркестром было первым произведением Капустина, которое было опубликовано. Новый период в жизни Капустина начался в 1961 году, когда он стал сотрудничать с биг-бендом Олега Лундстрема. История этого оркестра восходит к 1934 году, когда он был организован компанией друзей. Начиная с конца 1950-х годов оркестр активно гастролировал внутри и за пределами Советского Союза. Капустин присоединился к оркестру во время его подъёма и высоких успехов. С 1961 по 1972 год Капустин писал музыку для этого биг-бенда и выступал в качестве пианиста. Он упомянул в интервью Маге Антониной: «Одиннадцать лет работы с Лундстремом стали моей „второй консерваторией“: большое количество аранжировок, выступлений и игры на слух. Мы расписывали все партии для оркестра. Мы были большими энтузиастами. Это была школа, более серьёзная, чем консерватория». Затем Капустин продолжает: «В основном это был классический джаз — Каунт Бейси, Дюк Эллингтон. Даже если мы исполняли советские песни, оркестровое сопровождение было в стиле того же Каунта Бейси». Одной из первых работ, созданных специально для биг-бенда Олега Лундстрема, был Фортепианный концерт № 1 (Op. 2).
Но это произведение сыграли всего пять раз, поскольку музыканты не были готовы к такому серьёзному произведению.
Будучи биг-бендом, оркестр привык к более короткому и более легкому материалу. Одним из самых впечатляющих произведений того времени была «Токката» (Op. 8). Запись была показана российским телевидением в 1964 году, этот фрагмент продемонстрировал технические способности Капустина, а также его талант композитора.
В конце 1960-х годов, гастролируя с биг-бендом Олега Лундстрема, Капустин встретил свою будущую жену Аллу Семёновну Барановскую (1945—2020) в Новокузнецке. В январе 1969 года они поженились. У них родились два сына: Антон (1971) и Павел (1978).
Имея семью, Капустин не мог позволить себе много путешествовать с биг-бендом, поэтому начиная с 1972 года работал с оркестром «Голубой экран» Бориса Карамышева в Москве. Функция этого оркестра заключалась в трансляции прямого эфира по телевидению и радио, но он также гастролировал по СССР и делал записи, в том числе композиций Капустина. В 1977 году Капустин присоединился к Государственному симфоническому оркестру кинематографии. Функция этого оркестра заключалась в записи музыки для кино. Он работал там до 1984 года.
В 1980 году Капустин исполнил свой Концерт для фортепиано с оркестром № 2 (соч. 14) в Концертном зале имени П. И. Чайковского. После этого он решил прекратить выступать публично. Однако Капустин появлялся на сцене в конце 1990-х годов со своим другом виолончелистом Александром Загоринским в России и Германии. Начиная с 1980-х годов Капустин решил посвятить себя исключительно композиции. В 1983 году Музыкальный издательский дом в Москве принял к публикации «Токкатину» (Op. 36). Это была первая публикация Капустина. В интервью Мартину Андерсону Капустин заявил: «Мне не нравится играть на сцене, но мне нравится записывать».
В период с 1984 по 2007 год Капустин регулярно записывал сольные альбомы. Многие из этих записей называются «Капустин играет Капустина», они выпущены японским лейблом Triton и остаются недоступными за пределами Японии.
Основное внимание композитора в 1980-х годах перешло от музыки для фортепиано и оркестра к музыке, написанной исключительно для фортепиано. С 1984 года Капустин начал сочинять фортепианные сонаты. Десять из них были завершены к концу 1999 года. В мае 2000 года Капустин совершил первую и единственную поездку в Великобританию — для участия в формировании «Общества пианистов Капустина» (англ. Kapustin’s Piano Society), группы людей, которые ценят его музыку. Общество было организовано Яном Хоаре. Он также услышал западную премьеру своей Фортепианной сонаты № 2 (Op. 54) от Марка-Андре Амлена, одного из самых уважаемых современных пианистов. Мартин Андерсон описал это так: «В начале этого года, в мае, Амлен подарил западную премьеру Второй фортепианной сонаты на „Hamelin weekend“, в концертном зале Blackheath на юго-востоке Лондона, и Капустин приехал из Москвы по этому поводу». Во время этого визита Капустин дал несколько интервью английским газетам. Например, в то время были записаны известные интервью с Мартином Андерсоном и Лесли Де’Ат. В знак благодарности за его прием в Лондоне Капустин сочинил Сонату для фортепиано № 11 (Op. 101), посвященную Лондону. Соната имеет название «Twickenham», то есть юго-западный район Лондона.
Российские слушатели также высоко ценят музыку Николая Капустина. Концерт, посвященный его 70-летию, состоялся 11 декабря 2007 года в Музыкальном училище им. Гнесиных (Москва). Камерная музыка Николая Капустина была исполнена в первой части концерта: Элегия для виолончели и фортепиано, Op. 96, Бурлеск для виолончели и фортепиано, Op. 97, Почти вальс для виолончели и фортепиано, Op. 98 (англ. Nearly Waltz for Cello and Piano), Соната для виолончели и фортепиано No. 2, Op. 84, и трио для флейты, виолончели и фортепиано, Op. 86. Во второй части концерта была исполнена оркестровая музыка: Концерт № 2 для виолончели и струнного оркестра, соч. 103 и Концерт для скрипки, фортепиано и струнного оркестра, соч. 105. Александр Загоринский исполнил все произведения, написанные для виолончели. В зале присутствовал Николай Капустин.
Два года спустя, 8 марта 2009 года, в Камерном зале Московской филармонии состоялся второй концерт, посвященный музыке Николая Капустина. Позже, 18 декабря 2011 года, третий концерт состоялся в Музыкальном салоне Архиповой (Концертный зал имени И. К. Архиповой) в Москве.
В последние годы жизни Капустин жил с женой в своей московской квартире, не покидая её, кроме как для поездки в летний дом. По своему личному выбору он отдалился от внешнего мира.
Умер 2 июля 2020 года. Похоронен на Востряковском кладбище.

## Творчество
Среди сочинений Капустина — целая серия произведений для фортепиано с оркестром: шесть концертов, Концертная рапсодия, Токката (ор. 8), концерт для скрипки и фортепиано с оркестром; 20 фортепианных сонат, камерная музыка (фортепианный квинтет, струнные квартеты), этюды и миниатюры. Особое место в его творчестве занимают Двадцать четыре прелюдии и фуги (Op.82, 1997) — масштабное сочинение, оригинально трактующее классическую форму (мажорные и минорные номера чередуются, но в весьма непривычной последовательности) и решающее фундаментальную задачу сопряжения контрапункта с джазовой гармонией.
Творчество Капустина сочетает в себе элементы академической и джазовой традиции. Например, его Op. 28 под названием Сюита в старинном стиле, написанный в 1977 году, имеет джазовое звучание, однако его структура основана на стиле барокко в духе И. С. Баха. Другие интересные примеры его произведений — 24 прелюдии и фуги (Op. 82) и сонатина из Op. 100.
Музыкант-академист услышит всё богатство джазовых приёмов, и существование записанных и напечатанных нот Капустина уверит его в том, что джазовый пианизм, оказывается, поддаётся фиксации во всей своей изощрённости и ритмической сложности. Джазовый музыкант, вполне вероятно, воспримет дело иначе: эта музыка может смахивать на джаз во многих местах, но на самом деле она не джазовая. <…> Сочинение для записи на бумагу само по себе достаточная причина, чтобы отделить Капустина от основного русла джазовой культуры. Как бы то ни было, эта музыка могла быть сочинена лишь автором, глубоко погружённым в опыт джазового исполнения и импровизации, и записана лишь обладателем прочной академической подготовки.Leslie De’Ath
Некоторые из его работ изданы на лейблах «Мелодия» (Россия) и Triton (Япония). Другая часть произведений не была выпущена в свет, но сохранилась благодаря его сыну — физику-теоретику Антону Капустину. Музыку Николая Капустина исполняли ведущие пианисты Марк-Андре Амлен, Стивен Осборн (англ. Steven Osborne), Людмил Ангелов, Масахиро Каваками (англ. Masahiro Kawakami), Николай Петров, Николай Луганский, Вадим Руденко, Дмитрий Маслеев, Илья Папоян а также виолончелисты Эккарт Рунге (англ. Eckard Runge) и Энрико Диндо (англ. Enrico Dindo), ансамбли Ahn Trio, Trio Arbós, Artemis Quartet и The New Russian Quartet. Целую серию произведений Николая Капустина, в том числе несколько концертов для фортепиано с оркестром, записал немецкий пианист Франк Дюпре.
Николай Капустин является автором более 160 произведений (включая 20 ф-п сонат), 6 концертов для фортепиано с оркестром, сочинений для сольного исполнения и в четыре руки, концерта для скрипки, двух концертов для виолончели, струнного квартета и значительного количества других произведений для ансамблей и биг-бендов.

## Семья
- Сестра — Фира Гиршевна (Григорьевна) Капустина (1931—?), кандидат химических наук (1970)[20], автор изобретений в области производства полиграфических красок[21][22].
- Жена (с 1969 года) — Алла Семёновна Капустина (урождённая Барановская; 1945—2020[16]).
  - Сын — Павел Николаевич Капустин (род. 1978), экономист.
  - Сын — Антон Николаевич Капустин (род. 1971), американский физик-теоретик, специалист по теоретической физике и квантовой теории поля, профессор Калифорнийского технологического института.